# Molly Hatchet
A Molly Hatchet amerikai southern rock/hard rock/boogie rock/southern metal/jam rock zenekar. 1971-ben alakult a floridai Jacksonville-ben. Nevüket egy prostituáltról kapták, aki lefejezte a kuncsaftjait.

## Története
Legismertebb daluk a Flirtin' with Disaster, amely a negyvenkettedik helyet szerezte meg a Billboard listáján, ahol 10 hétig szerepelt.
A Molly Hatchet "The Deed is Done" és "Lightning Strikes Twice" című lemezei kommerszebb pop rock/AOR (aréna rock) hangzással rendelkeztek, amelyet a rajongók nem néztek jó szemmel, továbbá sem az AllMusic, sem Martin Popoff, a Brave Words & Bloody Knuckles című magazin alapítója/a Collector's Guide to Heavy Metal című könyv szerzője nem értékelték nagyra az albumokat.
A zenekar több tagja is elhunyt: 2005-ben Danny Joe Brown énekes hunyt el 53 éves korában, Duane Roland gitáros 2006-ban halt meg, 2014-ben Riff West (Ralph E. West Jr.) basszusgitáros is elhunyt, 64 éves korában, autóbalesetben szerzett sérülései miatt. Bruce Crump dobos 2015-ben hunyt el, torok rák következtében. Banner Thomas (Banner Harvey Thomas) basszusgitáros 2017-ben halt meg, 62 éves korában. Dave Hlubek szintén 2017-ben hunyt el, 66 éves korában, szívroham következtében. Jimmy Farrar , a zenekar korábbi frontembere 2018-ban hunyt el, 67 éves korában. Phil McCormack énekes 2019-ben halt meg, 58 éves korában. Az együttes utolsó eredeti tagja, Steve Holland 2020-ban hunyt el, 66 éves korában.

## Tagok
- Bobby Ingram – gitár, ritmusgitár, akusztikus gitár, vokál (1986–)
- John Galvin – billentyűk, szintetizátor, zongora, vokál (1984–1990, 1995–)
- Shawn Beamer – dob, ütős hangszerek (2001–)
- Tim Lindsey – basszusgitár, vokál (2003–)
- Jimmy Elkins – ének (2019–)

## Diszkográfia
- Molly Hatchet (1978)
- Flirtin' with Disaster (1979)
- Beatin' the Odds (1980)
- Taking No Prisoners (1981)
- No Guts... No Glory (1983)
- The Deed is Done (1984)
- Lightning Strikes Twice (1989)
- Devil's Canyon (1996)
- Silent Reign of Heroes (1998)
- Kingdom of XII (2000)
- Warriors of the Rainbow Bridge (2005)
- Southern Rock Masters (2008)
- Justice (2010)
- Regrinding the Axes (feldolgozásokat tartalmazó album, 2012)